# Pie del Cerro, Tlatlaya
Pie del Cerro är en ort i Mexiko.   Den ligger i kommunen Tlatlaya och delstaten Mexiko, i den södra delen av landet, 150 km sydväst om huvudstaden Mexico City. Pie del Cerro ligger 1 226 meter över havet och antalet invånare är 241.
Terrängen runt Pie del Cerro är huvudsakligen kuperad, men den allra närmaste omgivningen är bergig. Runt Pie del Cerro är det ganska glesbefolkat, med 47 invånare per kvadratkilometer. Närmaste större samhälle är Santa Ana Zicatecoyan, 4,4 km sydost om Pie del Cerro. I omgivningarna runt Pie del Cerro växer huvudsakligen savannskog.